# US Open (tennis)
Gli US Open, sono il quarto e ultimo dei tornei di tennis del Grande Slam; si svolgono ininterrottamente dalla sua fondazione nel 1881, e dal 1978 sui campi in cemento di Flushing Meadows Park. Cresciuto da evento esclusivo di intrattenimento per l'alta società a campionato che mette in palio 65 milioni di dollari in premi per oltre 600 tennisti professionisti (maschi e femmine), il torneo principale è composto da cinque categorie: singolare maschile e femminile, doppio maschile, femminile e misto; in aggiunta a questi si hanno anche tornei per juniores e seniores.

## Storia

### Le prime edizioni

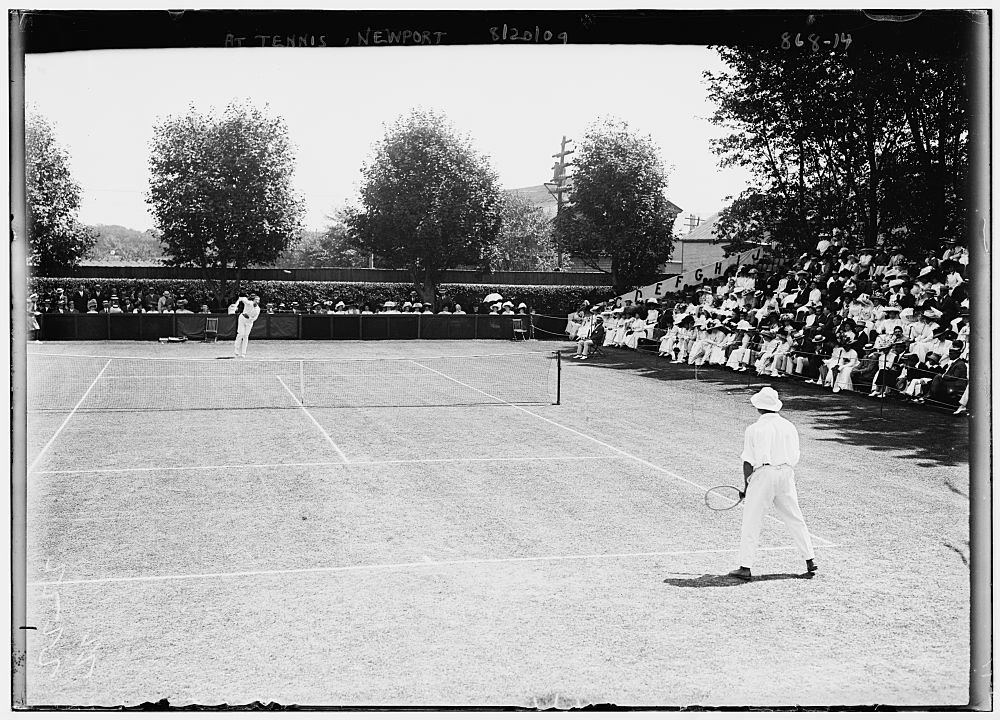
Immagine dell'edizione del 1909 al Newport Casino

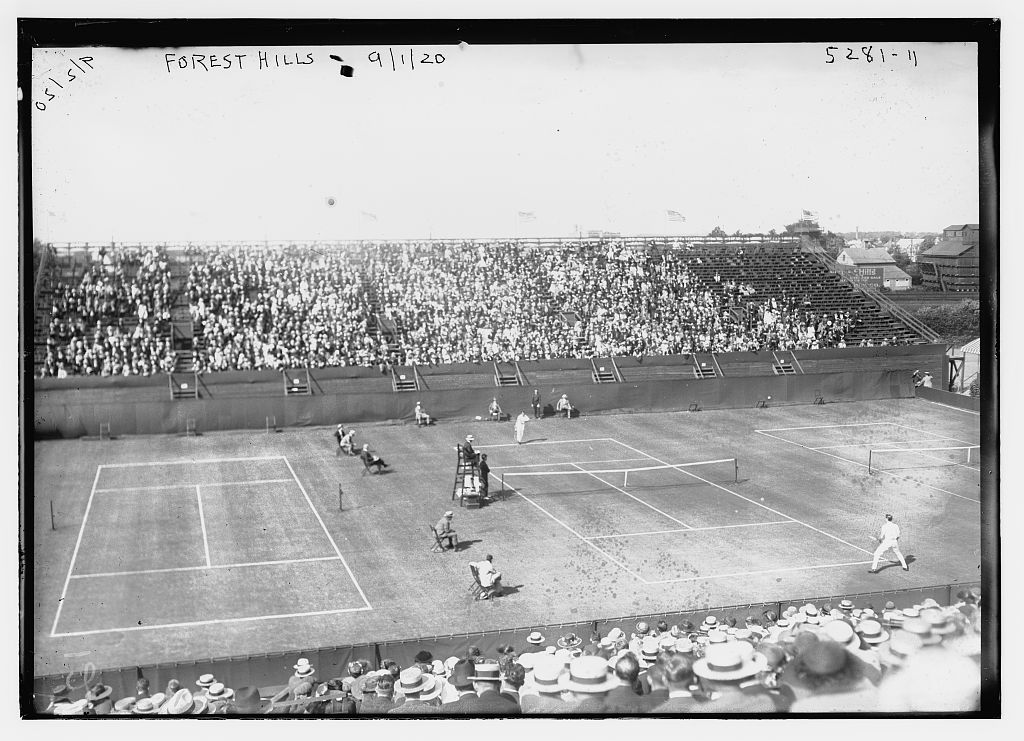
Immagine dell'edizione 1920 disputata a Forest Hills

Lo U.S. National Championships nacque pochi anni dopo la redazione delle regole del gioco del tennis, datata febbraio 1874, e pubblicate dal maggiore britannico Walter Wingfield Clopton nel libro A portable Court of Playing Tennis, che codificò il nuovo sport. Occorse poco tempo perché il tennis fosse esportato nel Nord America. Già nell'anno 1874 furono registrate le prime partite negli Stati Uniti.
Nel 1881 fu creata la United States National Lawn Tennis Association, divenuta poi la USTA, federazione del tennis USA. Questa associazione organizzò subito il primo campionato nazionale degli Stati Uniti a Newport nel Rhode Island, il 31 agosto 1881: fu uno studente di Harvard di 19 anni di nome Richard Sears, soprannominato Dick Sears, a vincere. Il torneo di doppio fu vinto da Clarence Clark e Fred Taylor. Richard Sears stabilì rapidamente un dominio totale del torneo vincendo il singolare sette volte di fila fino al 1887, e sei volte in doppio tra il 1882 e il 1887.
Questa performance era facilitata dalla formula del challenge round, introdotto nel 1884: il vincitore del torneo dell'anno precedente accedeva direttamente in finale, affrontando il vincitore del torneo preliminare, che serviva quindi a selezionare lo sfidante. Nel 1888 Richard Sears decise di non difendere il suo titolo e gli successe Henry Slocum, che dopo avere vinto la finale del torneo preliminare contro Howard Taylor, si aggiudicò il trofeo d'ufficio. Egli conservò il suo titolo l'anno successivo, prima di essere sconfitto dal giovane Oliver Campbell, a 19 anni e sei mesi, che rimase per un secolo il più giovane vincitore del torneo, prima di essere superato da Pete Sampras nel 1990. Mantenne, inoltre, il suo titolo per due anni prima di ritirarsi senza difendere il trofeo nel 1893, consentendo a Robert Wrenn di vincere. Come il suo predecessore, Wrenn mantenne il suo titolo per due anni, ma fu sconfitto nel 1895 da Frederick Hovey. L'anno seguente Wrenn si prese la sua rivincita in finale (7–5, 3–6, 6–0, 1–6, 6–1). Si impose una quinta volta nel 1897 sconfiggendo l'inglese Wilberforce Eaves, il primo non statunitense a raggiungere la finale del torneo.
A causa del servizio militare Wrenn fu costretto a rinunciare al suo trofeo l'anno successivo. Malcolm Whitman colse l'occasione per dominare per tre anni gli U.S. National Championships prima di riprendere gli studi e rinunciare al tennis. La sua ultima vittoria in finale fu contro William Larned, che gli successe nel 1901 e nel 1902. In questa edizione Larned sconfisse il britannico Frank Reginald Doherty, quattro volte vincitore di Wimbledon, ma nel 1903 fu battuto dal fratello di Reginald, Hugh Lawrence Doherty, che divenne il primo non statunitense a vincere. Nel challenge round Doherty batté Larned 6–0, 6–3, 10–8. Inoltre, vinse il doppio con il fratello nel 1902 e nel 1903. Non difese il titolo nel 1904. Holcombe Ward fu sconfitto l'anno seguente da Beals Wright, a sua volta battuto nel 1906 da William Clothier, uno dei tanti giocatori a non difendere il suo titolo. Questo permise a William Larned di ripristinare la sua egemonia sul torneo per cinque anni, durante i quali vinse contro Clothier nel 1909 e Tom Bundy nel 1910 dopo aver combattuto per cinque set. Quando vinse il torneo per l'ultima volta aveva 38 anni: record fino ad oggi imbattuto. Durante il dominio di Larned, gli U.S. National Championships ebbero un successo crescente di anno in anno. Nel 1908 il tabellone vide la partecipazione di 128 giocatori, divenuti 202 nel 1911, un record.
Il 1911 fu l'ultimo anno in cui si usò la formula del challenge round. Maurice McLoughlin vinse il primo torneo con la nuova formula, sconfiggendo Wallace F. Johnson, diventando il primo vincitore degli U.S. National Championships a recuperare un deficit di due set a zero in finale (3–6, 2–6, 6–2, 6–4, 6–2). Conservato il suo titolo nell'edizione 1913 fu sconfitto da Richard Williams nel 1914. Lo scoppio della prima guerra mondiale non interruppe gli U.S. National Championships, nemmeno dopo l'entrata in guerra degli Stati Uniti nel 1917. Nel 1915, a causa della crescente importanza del torneo, fu abbandonata la sede di Newport per andare nel West Side Tennis Club di Forest Hills a New York.

### Anni venti: Bill Tilden e gli europei alla conquista dell'America

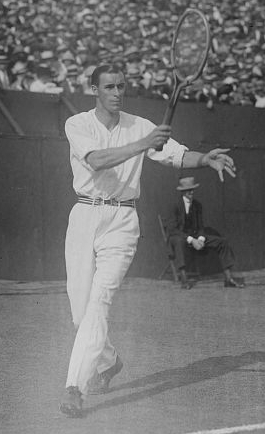
Bill Tilden dominò il torneo negli anni venti: con sette titoli raggiunse Richard Sears e William Larned

La finale dell'edizione 1919 fu tra due rivali che avrebbero segnato la storia del torneo: Bill Johnston vinse il torneo contro Bill Tilden; entrambi i giocatori si sarebbero incontrati altre cinque volte, tutte vinte da Tilden. La prima vittoria di Tilden fu nel 1920, confermata l'anno seguente contro Wallace F. Johnson e di nuovo contro Bill Johnston nel 1922, 1923, 1924 e 1925. Tilden vinse anche il doppio cinque volte (1918, 1921, 1922, 1923, 1927) e il doppio misto quattro volte (1913, 1914, 1922, 1923). Dal 1921 al 1923, a causa dei lavori di ampliamento nel West Side Tennis Club per la costruzione di un centrale da 15.000 posti a sedere, il torneo maschile si svolse nel Germantown Cricket Club di Filadelfia.
Nel 1926 Bill Tilden fu sconfitto nei quarti di finale dal francese Henri Cochet, interrompendo una serie di 42 vittorie consecutive, record del torneo; sempre nei quarti Bill Johnston fu battuto da un altro francese, Jean Borotra. Il tennis maschile, in quegli anni, era dominato da quattro giocatori francesi: Jean Borotra, Henri Cochet, René Lacoste e Jacques Brugnon, conosciuti come i quattro moschettieri. La finale dell'edizione 1926 fu la prima che non presentava alcun statunitense e Lacoste si impose su Borotra. Quest'ultimo si consolò vincendo il doppio misto, in coppia con Elizabeth Ryan. L'edizione 1927 confermò l'egemonia francese con il successo di Lacoste su Tilden (11–9, 6–3, 11–9). Nel 1928 Henri Cochet vinse per la seconda volta, sconfiggendo Frank Hunter. Fu l'ultima edizione vinta da un francese. Nel 1929 Bill Tilden conquistò il suo settimo titolo battendo Hunter, eguagliando così Larned e Sears.
Bill Tilden partecipò per l'ultima volta agli U.S. National Championships nel 1930 in cui fu sconfitto da John Doeg, che poi vinse il torneo contro Frank Shields. Nel 1931 Tilden si impegnò nell'emergente circuito professionista e non poté più partecipare gli U.S. National Championships, riservato ai dilettanti. Fu il giovane Ellsworth Vines a vincere il torneo, dopo essere stato sotto di due set in semifinale contro Fred Perry. Vines conservò il titolo contro Henri Cochet nel 1932. Nel 1933 l'australiano Jack Crawford vinse l'Australian Championships, gli Internazionali di Francia e Wimbledon. Questi tre tornei e gli U.S. National Championships erano già considerati i più importanti nel panorama del tennis mondiale. Stanco per la lunga stagione agonistica e desideroso di tornare in Australia, Crawford accettò di partecipare agli U.S. National Championship solo su pressione della sua federazione. I mezzi di informazione del tempo cominciarono a interessarsi alla sua possibile impresa di vincere i quattro tornei di tennis più importanti in un anno solare, impresa a cui diedero il nome di "Grande Slam". Tuttavia Crawford fu sconfitto in finale da Fred Perry in cinque set (6–3, 11–13, 4–6, 6–0, 6–1) e il concetto di Slam fu dimenticato per qualche anno.
L'anno seguente Fred Perry conservò il suo titolo. Infortunato, non poté difenderlo nel 1935 quando Wilmer Allison vinse contro Sidney Wood. Perry ebbe la rivincita nel 1936, sconfiggendo Donald Budge col punteggio di 2–6, 6–2, 8–6, 1–6, 10–8. Difese con successo il torneo l'anno seguente. Nonostante le proposte di aderire al circuito professionista, Budge decise di rimanere un altro anno nel circuito amatoriale per vincere tutti e quattro i tornei dello Slam nello stesso anno. Riuscì a vincere l'Australian Championships, il Roland Garros e Wimbledon. Si ritrovò quindi nella stessa situazione di Jack Crawford 1933 e i media riutilizzarono il termine Grande Slam. Nel torneo americano perse un solo set in finale contro Gene Mako, suo compagno di doppio, e quindi Budge fu il primo a realizzare il Grande Slam. Nello stesso anno vinse anche il doppio misto. Lo statunitense Bobby Riggs vinse l'ultima edizione prima dello scoppio della seconda guerra mondiale. Come durante la prima guerra mondiale, e a differenza degli altri tre tornei del Grande Slam, gli U.S. National Championships non furono interrotti, ma vi parteciparono molti meno giocatori, quasi tutti degli Stati Uniti, tra cui alcuni dei migliori non poterono competere perché impegnati in attività militari. Era politica del governo degli Stati Uniti di utilizzare gli eventi sportivi per sostenere il morale della popolazione. Durante questi tempi difficili, i vincitori furono Don McNeill (1940), Bobby Riggs (1941), Ted Schroeder nel 1942, Joseph R. Hunt nel 1943, Frank Parker nel 1944 e nel 1945.

### I primi tornei femminili
Le donne fecero la loro prima apparizione nel 1887, in un torneo tenutosi a Filadelfia, vinto da Ellen Hansell; quest'ultima non riuscì a conservare il suo titolo perdendo l'anno seguente contro Bertha Townsend. Townsend vinse anche le edizioni del 1888 e 1889 prima di essere detronizzata da Ellen Roosevelt, cugina del futuro presidente Franklin Delano Roosevelt. L'anno seguente Roosevelt fu sconfitta nel challenge round dalla irlandese Mabel Cahill, prima non statunitense a vincere il torneo. Sempre nel 1890 si iniziò a giocare al meglio dei cinque set, formula di solito riservata agli uomini. Questo formato fu mantenuto fino al 1901. Nel 1892 la Cahill riuscì a conservare il suo titolo dopo una battaglia di cinque set contro Elizabeth Moore. Cahill rinunciò a difendere il titolo l'anno successivo, e il torneo fu vinto da Aline Terry.

### Da Molla Bjurstedt Mallory a Helen Wills

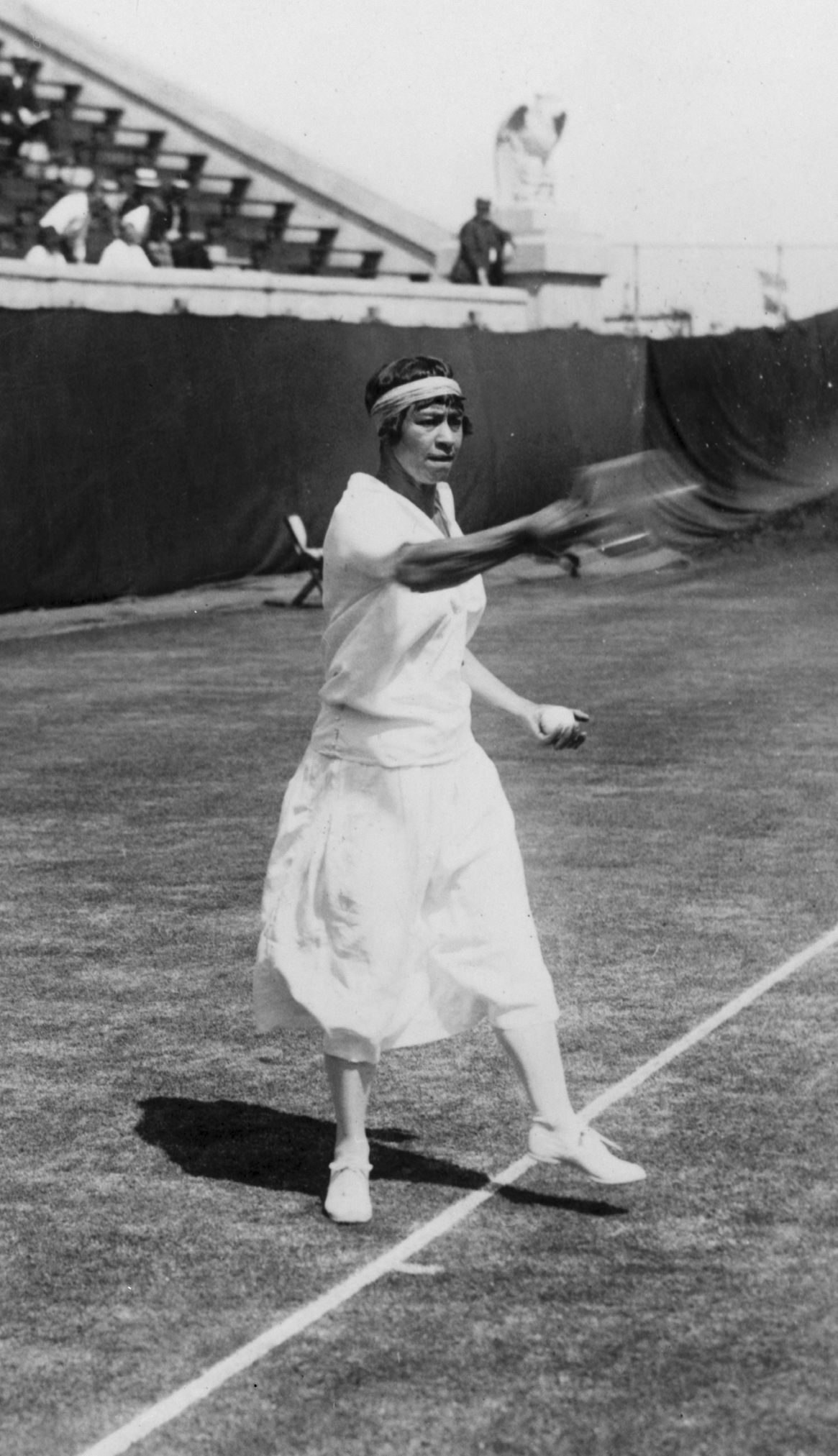
Molla Bjurstedt Mallory nel 1924; con otto titoli nel singolare femminile detiene ancora il record di titoli

L'edizione del 1915 vide la prima vittoria della norvegese Molla Bjurstedt Mallory, che si era trasferita negli Stati Uniti solo quell'anno, e che, sconosciuta ai più, aveva iniziato a sorpresa a vincere tornei. Mallory vinse gli US Championships per quattro anni consecutivi. Fu eliminata in semifinale nell'edizione 1919 da parte della statunitense Marion Zinderstein, poi sconfitta in finale da Hazel Hotchkiss Wightman. Ci volle solo un anno perché Molla Mallory Bjurstedt tornasse a vincere il titolo, prendendosi la sua rivincita contro la Zinderstein in finale. Vinse anche le successive due edizioni. Nel 1921 eliminò al secondo turno la francese Suzanne Lenglen, alla prima trasferta in America.
Stanca e non in ottima salute, fu un incontro difficile per la Lenglen, che non perdeva una partita dalla fine della guerra. Di fronte a quasi 8.000 spettatori presenti alla partita, un record per un evento sportivo femminile, la Lenglen, dopo aver perso il primo set 6-2, abbandonò la partita all'inizio del secondo. Questo permise a Molla Bjurstedt Mallory di procedere verso la finale, dove sconfisse Mary Kendall Browne. Nel 1922, si impose contro Helen Wills di soli 17 anni. Questa si prese la sua rivincita contro Mallory nell'edizione 1923, e nel 1924 sconfisse di nuovo la norvegese vincendo anche il doppio femminile con Hazel Hotchkiss Wightman e il doppio misto insieme a Vinnie Richards. Nel 1925 vinse il suo terzo titolo consecutivo nel singolare femminile battendo Kitty McKane.

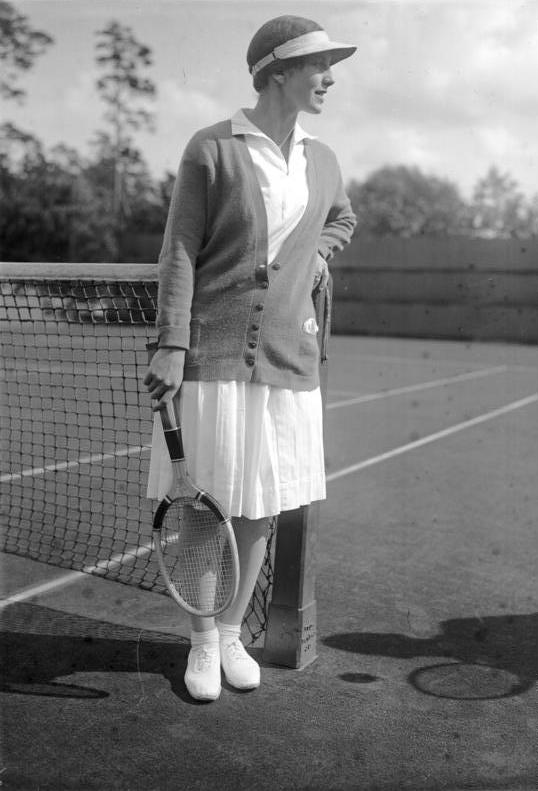
Helen Wills succedette alla Mallory nel dominio degli US Open

L'edizione 1926 fu caratterizzata dalla mancanza di Helen Wills, a causa di una appendicectomia, che aprì la strada alla Mallory per vincere il suo ottavo U.S. National Championships a 42 anni, stabilendo due record, sia il numero di titoli, sia l'età, tuttora imbattuti. La finale che la contrappose a Elizabeth Ryan fu uno dei match più mozzafiato della storia del torneo vinto da Mallory con il punteggio di 3–6, 6–4, 12–10. Nel 1927 Helen Wills, ritornata nel torneo, vinse la sua quarta corona di fronte alla britannica Betty Nuthall. Mantenne il suo titolo l'anno seguente contro Helen Jacobs, completando un anno molto positivo, avendo già vinto gli Internazionali di Francia e Wimbledon (non aveva invece partecipato agli Australian Championships).
Nel 1929 la Wills si ripeté ottenendo il suo terzo titolo consecutivo ai danni di Phoebe Holcroft, dopo aver inflitto un 6–0, 6–0 alla quarantacinquenne Mallory in semifinale. Tuttavia non poté competere per vincere il quarto titolo consecutivo, e Betty Nuthall colse l'occasione per diventare la prima britannica a trionfare in America. Nel 1931 Helen Wills tornò e riconquistò il suo trono a scapito di Eileen Bennett. A soli 26 anni aveva già vinto sette titoli degli U.S. National Championships e sembrava destinata a superare le prestazioni della norvegese Mallory, e iniziò il 1932 con i successi negli Internazionali di Francia e a Wimbledon. Tuttavia, fu costretta a saltare il torneo americano ed Helen Jacobs ne approfittò vincendo contro Carolin Babcock. Nel 1933 Helen Wills ebbe un'altra possibilità di conquistare l'ottavo titolo. Arrivata in finale contro Helen Jacobs, fu però costretta al ritiro per mal di schiena nel terzo set.
Questo ritiro fu fortemente criticato dalla stampa che evidenziò la mancanza di fair play da parte della giocatrice. Fu quella l'ultima apparizione agli U.S. Championships di Helen Wills. Nel 1934 Helen Jacobs vinse il suo terzo titolo ed un quarto nel 1935: in entrambe le occasioni battendo in finale Sarah Palfrey. Questa perse anche la finale del 1936 contro Alice Marble. L'edizione 1937 fu caratterizzata da un finale inaspettata tra la cilena Anita Lizana e la polacca Jadwiga Jędrzejowska, che riuscirono a superare le due finaliste dell'anno precedente. Per la prima volta nella storia del torneo femminile nessuna statunitense era presente in finale. La cilena vinse facilmente e divenne la prima giocatrice sudamericana a vincere un torneo del Grande Slam.
Nel 1938 continuò il declino di Helen Jacobs, eliminata al terzo turno, e Alice Marble vinse il torneo per la seconda volta, uscendo indenne da una semifinale molto combattuta (5–7, 7–5, 7–5) contro Sarah Palfrey, in cui dovette salvare due match point. Alice Marble mantenne il titolo nel 1939 e nel 1940 contro Helen Jacobs. Le altre edizioni disputate durante la seconda guerra mondiale videro la vittoria di Sarah Palfrey nel 1941 e nel 1945, e di Pauline Betz nel 1942, 1943 e 1944.

### Egemonia americana del dopoguerra (1946-1955)

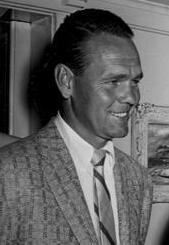
Jack Kramer ha vinto il titolo nel 1946 e nel 1947 prima di diventare professionista

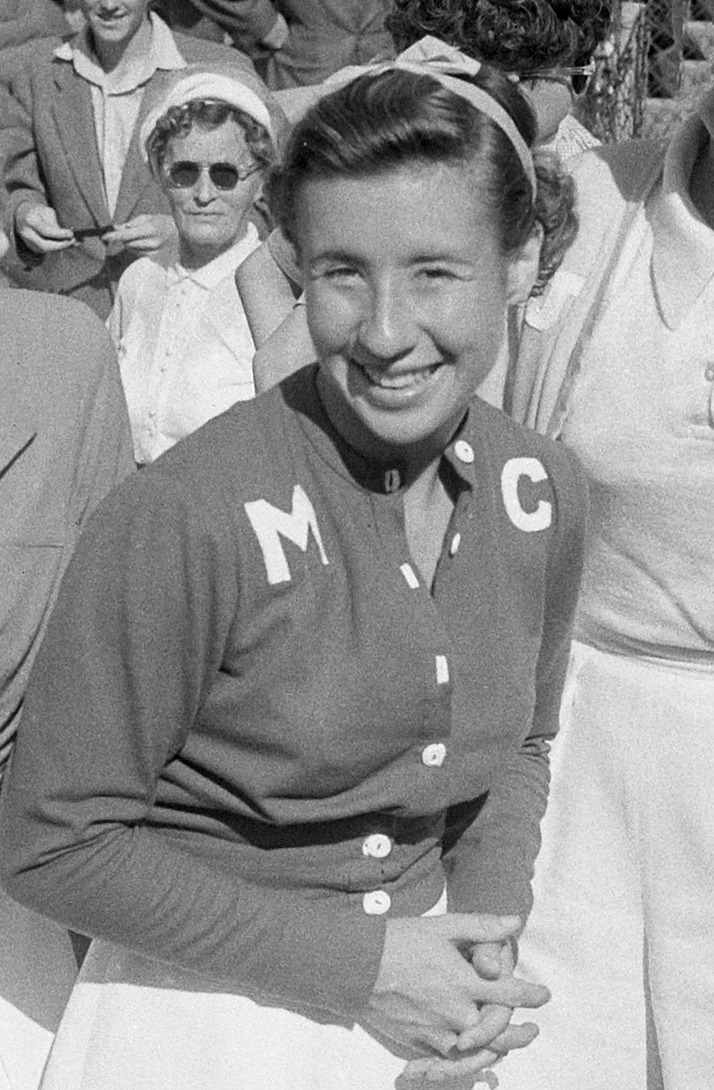
Maureen Connolly ha vinto il titolo dal 1951 al 1953 completando in quest'ultimo anno il Grande Slam

Dopo i tempi difficili della seconda guerra mondiale, il tennis internazionale riprende la sua attività a partire dal 1946 con la disputa degli altri tre tornei del Grande Slam, mentre gli U.S. National Championships tornano al suo standard pre-guerra e vedono il ritorno di giocatori stranieri tra i suoi partecipanti. Tuttavia, questo non impedisce ai giocatori americani di dominare fortemente il periodo post-bellico. Jack Kramer, che era stato precettato come militare, torna nel mondo del tennis, e vince gli U.S. National Championships contro Tom Brown.
Durante il suo ultimo anno nel circuito amatoriale nel 1947 conserva il suo titolo agli U.S. National Championships, recuperando un gap in finale di due set a zero contro Frank Parker (4–6, 2–6, 6–1, 6–0, 6–3). A succedergli è il giovane e talentuoso Pancho Gonzales: che all'età di venti anni batte Eric Sturgess. Seguendo la stessa strada di Kramer, gioca un altro anno nel circuito amatoriale, il tempo di vincere contro Ted Schroeder. La partenza di Gonzalez insieme a quella di Kramer e Frank Parker verso il circuito professionistico indebolisce il dominio americano nel circuito amatoriale.
Tuttavia un altro americano, Arthur Larsen, riesce a vincere battendo in finale Herbert Flam. L'anno successivo lo vede opposto al dilettante australiano Frank Sedgman che realizza il Grande Slam in doppio insieme a Ken McGregor, il quale vince il singolare degli U.S. National Championships, battendo Vic Seixas, e anche il doppio misto. Egli conserva il suo titolo l'anno seguente contro Gardnar Mulloy vincendo anche il doppio misto, ma perdendo la finale di doppio che non gli permette di conquistare il secondo Grande Slam consecutivo. Tony Trabert ripristina il dominio americano nel 1953 sconfiggendo Vic Seixas. Questi si ritira a 31 anni con la sua tredicesima apparizione al torneo, vincendo il singolare nel 1954 contro Rex Hartwig, e il doppio con Tony Trabert. Nel 1955 Tony Trabert chiude il "piccolo Slam" dopo aver vinto gli Internazionali di Francia e Wimbledon.
Tra le donne Pauline Betz, che ha dominato il tennis femminile durante la seconda guerra mondiale, vince il primo U.S. National Championships del dopoguerra battendo Doris Hart. L'anno seguente fu Louise Brough a vincere il torneo, battendo in finale Margaret Osborne duPont, sua compagna di doppio con la quale vince il doppio femminile. Margaret Osbourne si prende la sua rivincita nel 1948, dopo una finale combattuta vinta per 4–6, 6–4, 15–13. L'egemonia americana sul torneo prosegue con la seconda e la terza vittoria contro Margaret Osborne duPont di Doris Hart nel 1949 e nel 1950, questa sancisce la nona vittoria consecutiva in doppio di Margaret Osborne e Louise Brough (un record). Margaret Osborne vince anche l'edizione 1941 con Sarah Palfrey conquistando il decimo titolo consecutivo nel doppio. Nel 1951 la giovane Maureen Connolly vince il suo primo U.S. National Championships pochi giorni prima del suo 17º compleanno.
Non ci vuole molto per confermare il suo crescente predominio vincendo a Wimbledon e gli U.S. National Championships contro Doris Hart. Tuttavia, è nel 1953 che raggiunge la più grande impresa della sua carriera. Arriva agli U.S. National Championships dopo aver vinto gli Australian Championships, Roland Garros e Wimbledon, avendo perso un solo set in tre tornei. Vincendo in finale a Forest Hills contro Doris Hart, che aveva già battuto nella finale di Wimbledon e Roland Garros, realizza il primo Grande Slam della storia del tennis femminile. L'americana, mentre cavalcava il suo cavallo, poco prima degli U.S. National Championships, dopo aver vinto Roland Garros e Wimbledon, fu investita da un camion e gravemente ferita alla gamba destra: questo grave incidente la costrinse a porre fine alla sua carriera. Doris Hart, che aveva perso le ultime due finali del Grande Slam vinse il titolo americano dell'edizione 1954 contro Louise Brough. Questa conquistò il titolo nel 1955 contro l'inglese Pat Ward, prima non-americana a raggiungere la finale degli U.S. National Championships dal 1938.

### L'era australiana
La vittoria di Trabert è l'ultimo successo americano. Fino al 1968, per dodici edizioni, nessun giocatore americano riesce a vincere. Sono gli australiani, già finalisti con Sedgman e Ken Rosewall nel 1955, a dominare il torneo. Nel 1956 Lew Hoad riesce a vincere agli Australian Championships, Roland Garros e Wimbledon, e quindi arriva a Forest Hills con la possibilità di realizzare per la seconda volta nella storia un Grande Slam. In finale era opposto a Rosewall battuto già in Australia e Wimbledon, ma pur vincendo il primo set fu sconfitto in quattro col punteggio di 4–6, 6–2, 6–3, 6–3. Nell'anno successivo la finale vede opposti due nuovi australiani: Malcolm Anderson che vince contro Ashley Cooper. Quest'ultimo si prende la sua rivincita l'anno successivo dopo una lunga finale (6–2, 3–6, 4–6, 10–8, 8–6) realizzando il "piccolo Slam". Neale Fraser estende l'egemonia australiana sconfiggendo Alex Olmedo, infortunato alla spalla nel 1959. L'anno successivo è stato caratterizzato dalla rivalità tra Fraser e Rod Laver. Quest'ultimo vince prima l'Australian Championships, ma Fraser ottiene la sua rivincita a Wimbledon e agli U.S. National Championships.
Laver fallisce di nuovo in finale contro Roy Emerson nel 1961, infine, nel 1962, Rod Laver si presenta a Forest Hills dopo aver vinto gli Australian Championships, Roland Garros e Wimbledon. Perde un set prima della finale dove incontra Emerson per la rivincita dell'anno precedente. Vince in quattro set col punteggio di 6–2, 6–4, 5–7, 6–4 e diventa il secondo giocatore della storia a completare il Grande Slam. Dopo questa performance l'anno successivo aderisce al circuito professionale. L'edizione del 1963 vede di fronte il messicano Rafael Osuna contro Frank Froehling, primo americano a raggiungere la finale dal 1955. Il 1964 vede il ritorno degli australiani tra cui Roy Emerson, di nuovo al suo miglior livello, che batte per tre volte Fred Stolle nelle finali dell'Australian Championships, Wimbledon e U.S. National Championships. Nel 1965, Manuel Santana diventa il primo spagnolo a vincere gli U.S. National Championships battendo in finale Cliff Drysdale. Fred Stolle ripristina il dominio australiano nel 1966 vincendo contro John Newcombe. Quest'ultimo s'impone l'anno successivo nell'ultima edizione degli U.S. National Championships aperta solo ai giocatori dilettanti.
Tra le donne l'edizione 1956 ha visto il successo di Shirley Fry contro Althea Gibson, ma quest'ultima vince gli U.S. National Championships l'anno successivo diventando la prima afro-americana a farlo. L'edizione 1957 vede la conquista dell'ultimo titolo nel doppio femminile da parte di Louise Brough e Margaret Osborne. Complessivamente la coppia ha vinto questo torneo dodici volte (tredici in totale per Margaret Osborne che detiene ancora il record), stabilendo un record senza pari per una squadra di doppio. In singolare, Gibson conserva il suo titolo nel 1958 contro Darlene Hard. Dopo questa stagione decise di abbracciare il circuito professionale. Le succede la brasiliana Maria Bueno, che vinse il torneo senza cedere un solo set. Bueno è stata la prima non statunitense a vincere il torneo dal 1937. Tuttavia fu sconfitta l'anno seguente da Darlene Hard. Questa si ripete l'anno successivo vincendo contro la britannica Ann Haydon-Jones nel 1961. Il 1962 ha visto l'esplosione sul circuito dell'australiana Margaret Smith Court che ha vinto tre titoli del Grande Slam, tra cui la U.S. National Championships. Con la sconfitta in finale dell'australiana nel 1963, Maria Bueno vince il suo secondo titolo e il terzo nell'edizione successiva contro l'americana Carole Caldwell Graebner battuta in finale per 6–0, 6–1 in appena 25 minuti di gioco.

### L'era Open
Con l'inizio dell'era Open e la graduale apertura di tutti i tornei ai professionisti, gli U.S. National Championships cambiano il loro nome in US Open.

#### Le prime edizioni dell'era Open
Il primo torneo degli US Open aperto ai professionisti è vinto da Arthur Ashe, primo afro-americano a conquistare il torneo, contro Tom Okker, battuto in finale col punteggio di 14–12, 5–7, 6–3, 3–6, 6–3, ma anche il primo americano a vincere dal 1955. L'anno successivo è stato caratterizzato dall'egemonia dell'australiano Rod Laver, che si presenta a Forest Hills dopo aver vinto gli Australian Open, Wimbledon e gli Open di Francia. In questa occasione realizza il suo secondo Grande Slam, dopo quello del 1962. Laver raggiunge la finale degli US Open senza troppe difficoltà tranne che nel quarto turno dove è costretto al quinto set nel match contro Dennis Ralston. Tuttavia, a causa della pioggia persistente, la finale è rinviata dalla consueta domenica al martedì successivo. Davanti a soli 3.708 spettatori e in una partita costellata da diverse interruzioni per cattivo tempo, Laver realizza il Grande Slam vincendo contro Tony Roche. Laver non riuscirà più a conquistare il trofeo americano. Nel 1970 a vincere è il quasi trentaseienne Ken Rosewall. L'anno 1971 segna la fine dell'era del dominio australiano agli US Open. Infatti Laver, Rosewall ed Emerson decidono di non ritornare più, mentre John Newcombe viene sconfitto al primo turno da Jan Kodeš, il vincitore degli Internazionali di Francia. Questi era riuscito ad arrivare in finale, dove viene sconfitto dall'americano Stan Smith. Questa edizione segna anche l'introduzione del tie-break sul punteggio di 6–6: ad aggiudicarsi il set è il giocatore che per primo riesce a vincere 7 punti o 2 in più dell'avversario. A differenza degli altri tornei del Grande Slam, il tiebreak agli US Open è presente anche nel set decisivo. L'edizione 1972 segna il grande ritorno di Arthur Ashe che arriva in finale, ma non riesce a battere il rumeno Ilie Năstase che vince il suo primo titolo del Grande Slam dopo due sconfitte agli Internazionali di Francia e a Wimbledon nel 1971 e 1972. Nel 1973 l'Australia ritorna vincitrice con il successo di John Newcombe, il più giovane rappresentante dei tennisti australiani con la vittoria su Jan Kodeš.
Tra le donne il primo titolo nell'era Open è stato vinto dall'inglese Virginia Wade, che ha sconfitto in finale Billie Jean King per 6–4, 6–2. L'anno seguente la testa di serie nº 2 Margaret Smith Court domina la concorrenza (ridotta per l'assenza di Ann Haydon-Jones) vincendo il titolo senza perdere nessun set. In finale basta un 6-2, 6-2 per battere Nancy Richey. Nello stesso anno vince anche gli Open di Francia e gli Australian Open. L'anno successivo riuscì a vincere i primi tre titoli del Grande Slam, e si presenta agli US Open con la possibilità di realizzare il secondo Grande Slam della storia del tennis femminile. Sulla strada per la finale perde solo tredici giochi e infine vince in tre set contro Rosie Casals. Nello stesso anno vince anche nel doppio femminile e nel doppio misto. Nel 1971 Billie Jean King riesce a trionfare a New York battendo Rosie Casals, mentre Margaret Smith Court è costretta ad abbandonare il torneo a causa della gravidanza. La King mantiene il suo titolo l'anno seguente contro Kerry Reid. 
Nel 1973 il tennis femminile viene valorizzato ulteriormente con l'equa ripartizione dei premi tra le edizioni femminile e quelle maschile, primo Slam ad attuarla ed in vigore da allora in ogni successiva edizione. Nello stesso anno vi è stata l'esibizione nota come Battaglia dei sessi con la vittoria della King contro Bobby Riggs. Tuttavia perde il suo titolo americano, sconfitta nel quarto turno da Julie Heldman. È Margaret Smith Court a vincere battendo in finale la sua connazionale Evonne Goolagong (3–6, 6–3, 7–5). Quest'ultima ha perso la finale dell'edizione del 1974 con lo stesso punteggio, ma contro Billie Jean King.

### Da Forest Hills a Flushing Meadows

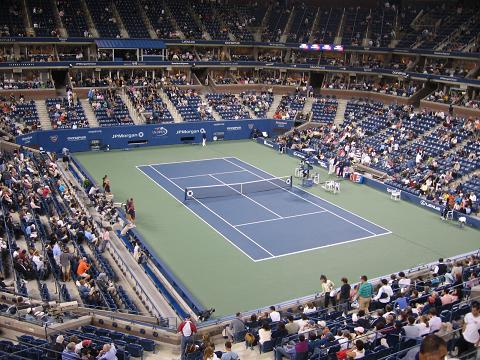
Lo stadio Arthur Ashe, centrale dell'USTA National Tennis Center

L'anno 1974 è stato dominato dal giovane americano Jimmy Connors che schiaccia letteralmente la concorrenza vincendo 99 partite su 103, compresi gli Australian Open e Wimbledon. Allo US Open conferma la sua posizione dominante infliggendo una pesante sconfitta (6–1, 6–0, 6–1) al veterano Ken Rosewall. Ancora oggi rimane la vittoria più rapida in una finale del singolare maschile. Gli spettatori presenti alla finale maschile erano 15,303. L'edizione del 1974 è l'ultima a giocarsi sull'erba. Gli organizzatori del torneo decisero di giocare gli US Open sulla terra verde americana (chiamata Har-Tru) l'anno successivo.
Questa terra verde è differente da quella europea per il suo colore (verde e non arancione) e la sua maggiore velocità. A causa di questa modifica, le condizioni di gioco non sono più le stesse e permettono agli specialisti della terra rossa di sperare di vincere gli US Open. È il caso dello spagnolo Manuel Orantes che conquista il trofeo a spese di Jimmy Connors nel 1975, con la migliore performance in semifinale, rimontata sotto due set a zero e poi un gap di cinque giochi a zero nel quarto set contro un altro specialista della terra rossa, l'argentino Guillermo Vilas (4–6, 1–6, 6–2, 7–5, 6–4). Nel 1976 Jimmy Connors vince il suo secondo titolo battendo Björn Borg, ancora il migliore giocatore sulla terra rossa e già due volte vincitore al Roland Garros. Nel 1977 a vincere è Guillermo Vilas, che nello stesso anno aveva vinto anche gli Open di Francia.
L'anno successivo il torneo decise ancora una volta di cambiare superficie e abbandonare Forest Hills per trasferirsi a Flushing Meadows Park, nello USTA National Tennis Center. Per la prima volta nella storia dei tornei del Grande Slam si gioca sul cemento. Nella sua prima edizione disputata nella nuova sede, lo US Open è uno dei teatri dei numerosi scontri tra Borg e Connors che competono per la supremazia mondiale. Lo svedese sconfigge Connors a Wimbledon, ma l'americano si prende la sua rivincita nel torneo di casa. Nel 1979 un nuovo americano appare nel panorama del tennis mondiale, è John McEnroe, che vince il suo primo titolo del Grande Slam contro Vitas Gerulaitis. Inoltre riesce a vincere anche nel doppio con Peter Fleming. L'edizione 1980 conferma l'ascesa di McEnroe che per poco non detronizza Borg a Wimbledon. L'americano si prende la sua rivincita nello US Open, dove, per la terza volta, Borg perde in finale. Nel 1981 McEnroe continua la sua marcia avendo sconfitto Borg a Wimbledon e nello US Open. Dopo questa quarta sconfitta nella finale degli US Open lo svedese si ritirerà a soli 25 anni.
Tra le donne continua la maledizione per Evonne Goolagong. Già finalista negli ultimi due anni, il passaggio sulla terra battuta non le permette di vincere e viene sconfitta nel 1975 dall'americana Chris Evert, l'astro nascente del tennis femminile e particolarmente adatta al gioco sulla terra. Questo dominio è confermato l'anno seguente con la vittoria del titolo cedendo solo dodici giochi in sei partite battendo la Goolagong in finale (6–3, 6–0). Nel 1977 è un'altra australiana, Wendy Turnbull, a sottomettersi alla forza di Chris Evert, che vince il suo terzo titolo consecutivo agli US Open, diventando l'unica giocatrice ad essersi imposta nei tre anni che gli US Open si sono giocati sulla terra. L'americana ha vinto il torneo senza perdere un set per la terza volta consecutiva battendo in finale Pam Shriver (7–5, 6–4). Tuttavia, l'anno successivo, la Evert perde contro la giovane emergente Tracy Austin, che ha vinto il torneo a soli sedici anni, diventando la più giovane vincitrice nella storia dello US Open e perfezionando il record di May Sutton. Riesce soprattutto a battere la numero uno del mondo, Martina Navrátilová, in semifinale, prima di sconfiggere Evert in finale. Chris Evert riconquisterà la sua posizione dominante nello US Open, vincendo il suo quinto titolo contro Hana Mandlíková. Tuttavia nel 1982 non riesce a raggiungere la finale a causa della sconfitta in semifinale contro Martina Navratilova. Nonostante questa vittoria Navratilova non riesce a vincere in finale contro Tracy Austin, che perde il primo set per 6-1, ma vince gli altri due al tie-break. Questa è la prima volta nella storia che la finale femminile è decisa al tiebreak. Nel 1982 Chris Evert riesce a vincere il suo sesto e ultimo titolo battendo nuovamente la Mandlikova.

### Anni ottanta: Lendl, otto finali consecutive tra successo e delusione
Nel 1982, dopo due anni, Jimmy Connors torna a vincere per la quarta volta gli US Open, affrontando il giovane Ivan Lendl, giustiziere di McEnroe in semifinale. L'edizione successiva è contesa tra gli stessi avversari con lo stesso risultato: Connors vince il quinto titolo a 31 anni (6–3, 6(2)–7, 7–5, 6–0). Nel 1984 John McEnroe disputa una delle più esaltanti stagioni dell'era Open con un record di 83 vittorie e 3 sconfitte. Nel corso di tale anno riesce a vincere il suo quarto titolo a New York battendo Ivan Lendl, che non riesce per la terza volta di fila a vincere gli US Open. Più che la finale, sono le due semifinali ad offrire un favoloso spettacolo con la vittoria di McEnroe contro Connors (6-4, 4-6, 7-5, 4-6, 6-3) e di Lendl contro Pat Casht (3–6, 6–3, 6–4, 6(5)–7, 7–6(4)). Infine il giocatore cecoslovacco riesce a sollevare il trofeo al suo quarto tentativo contro John McEnroe nel 1985, iniziando una serie di tre vittorie consecutive a Flushing Meadows, che cancellano le sue tre sconfitte consecutive tra 1982 e il 1984. Nel 1986 si impone contro il connazionale Miloslav Mečíř col punteggio di 6-4, 6-2, 6-0. Questa edizione è anche segnata dall'assenza di giocatori americani in semifinale, la prima volta dal 1972. Nel 1987 Lendl ottiene il suo ultimo titolo agli US Open battendo Mats Wilander nel corso di una lunga finale durata 4 ore 47 minuti. Nel 1988 Wilander si prende la sua rivincita vincendo il titolo dopo una finale di quasi cinque ore (4 ore e 54 minuti), per 6-4, 4-6, 6-3, 5-7, 6-4. Con questo titolo realizza il piccolo Slam dopo aver vinto l'Australian Open e gli Open di Francia e si prende il primo posto nella classifica mondiale. Il 1989 è quello della ottava e ultima finale di Lendl a New York dove perde contro il tedesco Boris Becker.
In campo femminile Martina Navratilova domina la stagione 1983 vincendo l'Australian Open, Wimbledon e gli US Open contro la padrona di casa Chris Evert. Questa vittoria per la Navratilova arriva all'undicesima partecipazione allo US Open. Difende il titolo con successo contro l'eterna rivale, Chris Evert nel 1984 vincendo il suo sesto titolo del Grande Slam di fila. Navratilova non riuscirà a completare il Grande Slam perché le mancherà l'Australian Open che si gioca nel mese di dicembre. Nel 1985 Navratilova sconfigge Hana Mandlíková con un punteggio simile alla sua sconfitta nella finale dell'edizione 1981. Ottiene un'altra vittoria nel 1986 battendo Helena Suková. Vince il suo quarto e ultimo titolo nell'edizione 1987 in cui batte Steffi Graf.

### Anni novanta

#### Sampras e Agassi

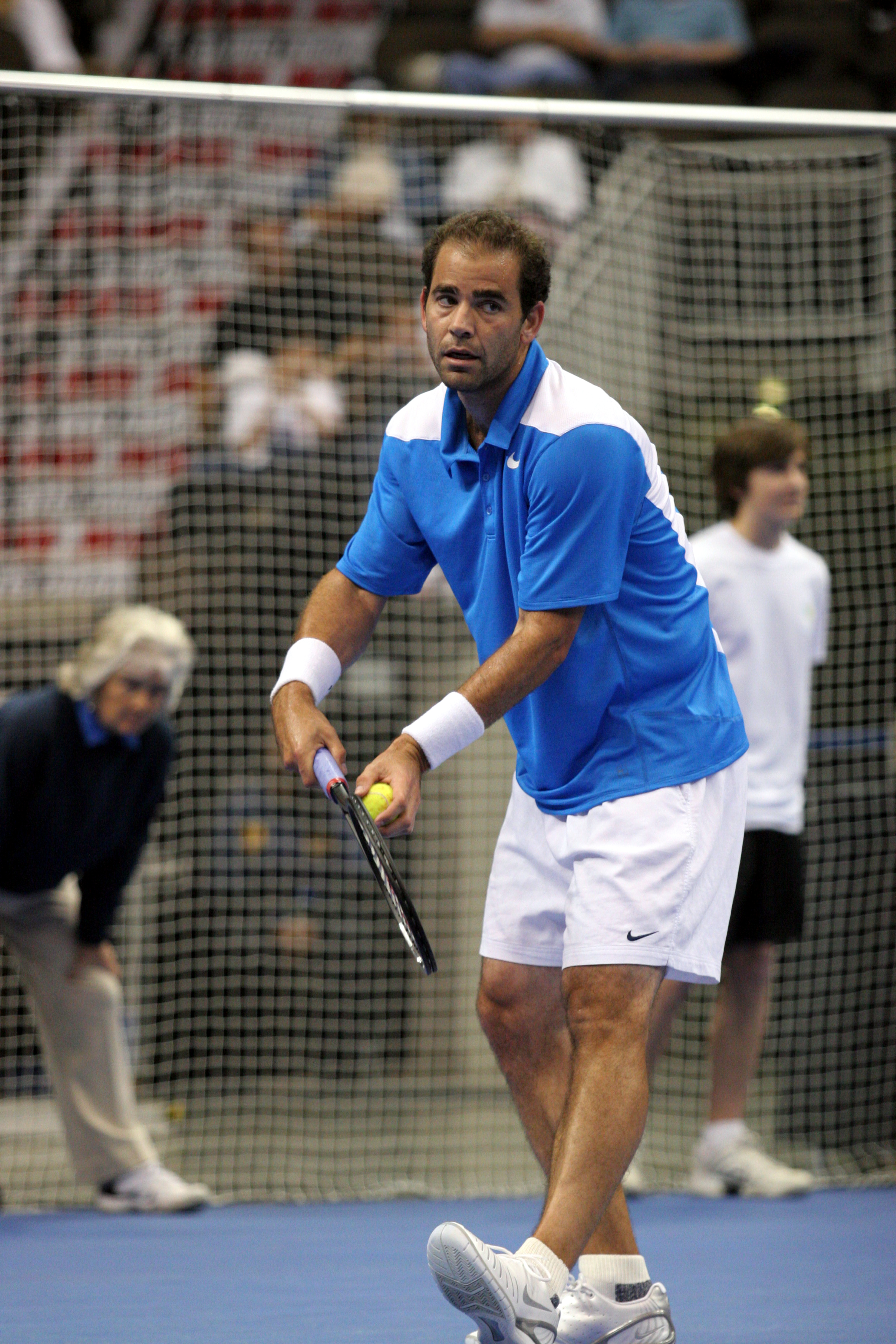
Pete Sampras protagonista degli anni novanta

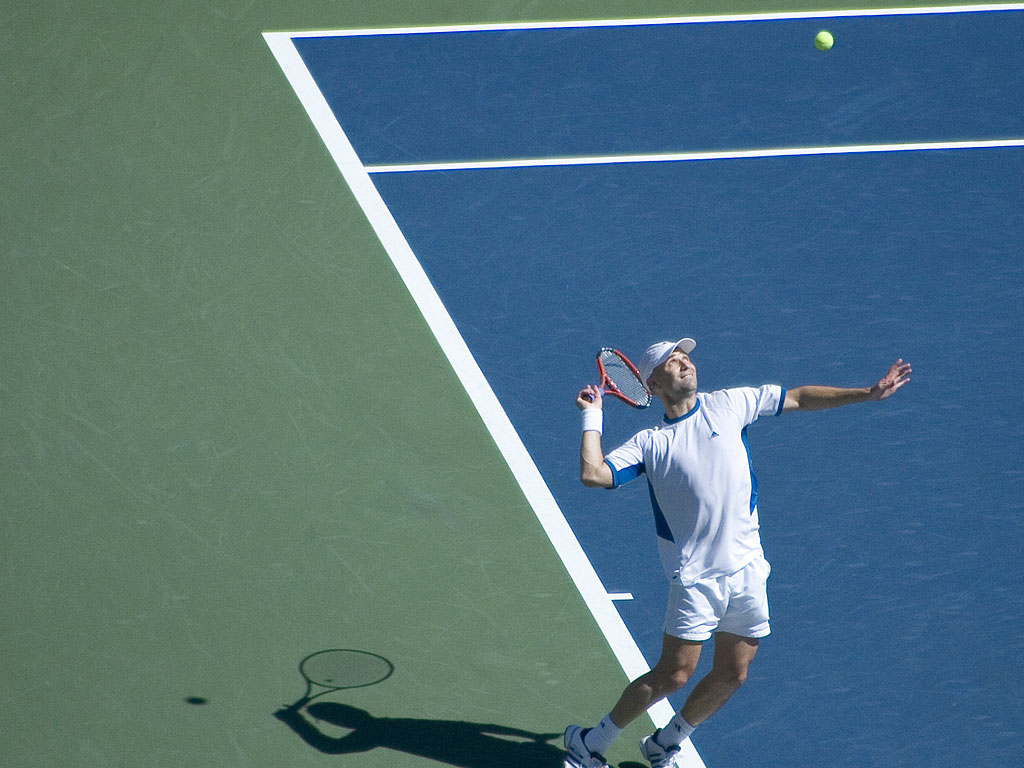
Andre Agassi agli US Open 2005

L'edizione 1990 segna un cambiamento generazionale. Lendl, otto volte finalista perde ai quarti di finale contro Pete Sampras, uno dei due giovani americani, assieme ad Andre Agassi, che riescono a raggiungere la finale. Agassi, già finalista a Parigi pochi mesi prima, non riesce a ripetersi e Sampras diventa, in questa occasione, il più giovane giocatore a vincere gli US Open, a soli 19 anni. Presto questi scontri tra i due americani diventeranno un classico.
Tuttavia se una nuova generazione sta emergendo, gli US Open 1991 sono stati lo scenario del ritorno trionfale del veterano Jimmy Connors. A 39 anni e numero 174 del mondo riceve una wildcard per partecipare al torneo. Riesce a realizzare l'impresa di arrivare fino alle semifinali, dopo essere stato a un passo dalla sconfitta nel primo turno quando era sotto per due set e tre giochi a zero contro Patrick McEnroe. Finisce per perdere contro Jim Courier, realizzando una delle più grandi prestazioni dell'era Open. Quanto a Courier, questi subisce una pesante sconfitta in finale contro Stefan Edberg col punteggio di 6–2, 6–4, 6–0. Lo svedese conserva il suo titolo l'anno seguente contro Sampras dopo aver giocato tre partite in cinque set consecutivi di cui una contro Michael Chang della durata di cinque ore e 26 minuti (un record all'epoca per una partita del Grande Slam). Sampras riesce a sollevare il trofeo per la seconda volta nel 1993, dopo la vittoria contro Cédric Pioline, sorprendente vincitore su Jim Courier.
L'anno successivo è il grande rivale di Sampras, Agassi, a vincere contro Michael Stich conquistando il suo secondo titolo del Grande Slam dopo Wimbledon nel 1992. Sampras ritorna a Flushing Meadows l'anno successivo prendendosi la rivincita su Andre Agassi dopo la sconfitta nella finale degli Australian Open. Sampras mantiene il suo titolo l'anno successivo vincendo la finale contro Michael Chang. Il suo match contro Àlex Corretja nei quarti di finale rimane uno dei più belli del torneo. La partita dura quattro ore e nove minuti e si conclude con il punteggio di 7–6(5), 5–7, 5–7, 6–4, 7–6(9). Nel 1997 Sampras non riesce a superare il quarto turno, perdendo contro Petr Korda. A trionfare è l'australiano Patrick Rafter vittorioso sul britannico Greg Rusedski. Rafter conserva il suo titolo nel 1998 battendo Sampras in semifinale e il connazionale Mark Philippoussis in finale. Nel 1999 Andre Agassi vince il torneo battendo Todd Martin per 6–4, 6(5)–7, 6(2)–7, 6–3, 6–2.

#### L'era di Steffi Graf
L'anno 1988 è stato caratterizzato dall'exploit di Steffi Graf che batte nella finale agli US Open Gabriela Sabatini per 6–3, 3–6, 6–1, realizzando, prima tra tutti i tennisti, il Grande Slam d'oro, avendo vinto gli Australian Open, Roland Garros e Wimbledon e il torneo di tennis olimpico a Seoul. Conserva il titolo l'anno seguente battendo Martina Navrátilová dopo avere sofferto nei primi due set (3–6, 7–5, 6–1). Nel 1990 la Sabatini si prende la rivincita e batte Steffi Graf. L'edizione del 1991 è segnata dall'astro nascente jugoslava, Monica Seles, che ha appena vinto l'Australian Open e l'Open di Francia. In quest'edizione Graf viene eliminata per la prima volta prima nelle semifinali per mano della diciassettenne Jana Novotná. L'anno seguente conferma il suo status come seria rivale di Steffi Graf e conserva il suo titolo americano battendo quest'ultima in finale.
Graf incrementa il suo bottino di titoli del Grande Slam vincendo lo US Open contro Helena Suková dopo essersi imposta al Roland Garros e a Wimbledon fallendo in finale negli Australian Open contro Seles. Nel 1994 viene sconfitta in finale da Arantxa Sánchez col punteggio di 1–6, 7–6(3), 6–4. Graf ottiene la sua rivincita l'anno successivo, vincendo contro Seles che gioca il suo primo torneo del Grande Slam dal suo infortunio dell'aprile 1993; la partita mantiene le promesse e diventa un match spettacolare finito col punteggio di 7–6(6), 0–6, 6–3. La finale dell'edizione 1996 oppone nuovamente di fronte le due rivali, ma questa volta la tedesca vince facilmente per 7–5, 6–4 conquistando il suo quinto e ultimo US Open. L'edizione del 1997 è l'occasione per un rinnovamento generazionale con l'arrivo sul circuito della svizzera Martina Hingis che ha appena vinto, sedicenne, l'Australian Open e Wimbledon. Hingis vince pure gli US Open dove sconfigge la diciassettenne americana Venus Williams. L'edizione 1998 viene vinta dall'americana Lindsay Davenport, che domina il torneo senza perdere un set.

### Il nuovo millennio

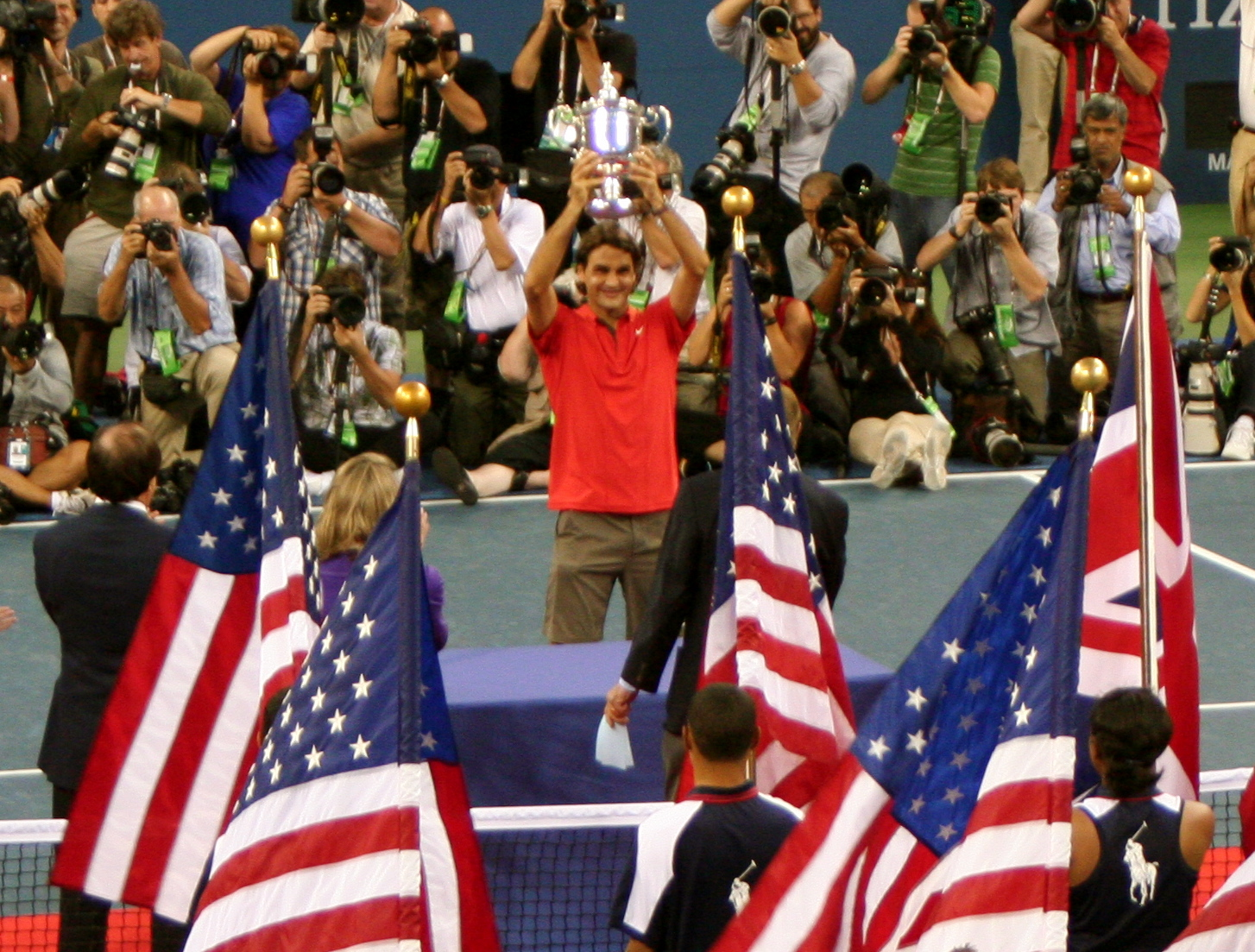
Roger Federer dominatore dal 2004 al 2008

Il 2000 vede il ritorno di Pete Sampras, nonché l'emergere di una nuova generazione di tennisti. La finale oppone a Sampras il giovane russo Marat Safin che vince la partita per 6–4, 6–3, 6–3. L'anno seguente Sampras non riesce a superare l'australiano Lleyton Hewitt, che si aggiudica il titolo.
Nel 2002 Sampras vince a sorpresa il torneo battendo in finale il suo vecchio rivale Andre Agassi. Sampras non annuncia subito il ritiro, ma non giocherà alcun torneo dopo questi US Open. Lo US Open 2003 incorona il giovane americano Andy Roddick. Dal 2004 al 2008 lo svizzero Roger Federer domina cinque edizioni consecutive degli US Open. Nel 2004 sconfigge in finale Lleyton Hewitt per 6–0, 7–6(3), 6–0. L'anno successivo batte Andre Agassi e nel 2006 prevale su Andy Roddick. Nel 2007 a contendergli il titolo a Flushing Meadows è Novak Đoković che viene sconfitto per 7–6(4), 7–6(2), 6–4. L'ultima vittoria consecutiva, nel 2008, è contro Andy Murray, alla sua prima finale in un torneo del Grande Slam. Nel 2009 Federer raggiunge anche la sesta finale consecutiva, perdendola contro Juan Martin Del Potro al quinto set. Nel 2010 si assiste invece alla vittoria di Rafael Nadal che con quel titolo completa il suo Career Grand Slam (ovvero vincere almeno una volta tutti e quattro i tornei del Grande Slam nella propria carriera).
L'anno successivo è Novak Đoković a trionfare in un'avvincente finale giocata contro lo spagnolo Nadal. Il 2012 vede la prima vittoria in un torneo del Grand Slam da parte dello scozzese Andy Murray, che batte in finale al quinto set Đoković. Nadal torna al successo nel 2013 sconfiggendo ancora Djokovic in finale (dopo averlo già fatto anche nella finale di tre anni prima). Il 2014 riserva una sorpresa: il croato Marin Cilic sconfigge prima Federer in semifinale e dopo Kei Nishkori in finale con un triplice 6–3. Nel 2015 è Đoković ad avere la meglio su Federer in quattro set, mentre l'anno successivo non riesce a difendere il titolo contro un Wawrinka in grande forma. Il 2017 vede il ritorno di Rafael Nadal. Lo spagnolo vince il suo terzo titolo a New York contro la sorpresa Kevin Anderson per 6–3, 6–3, 6–4.  

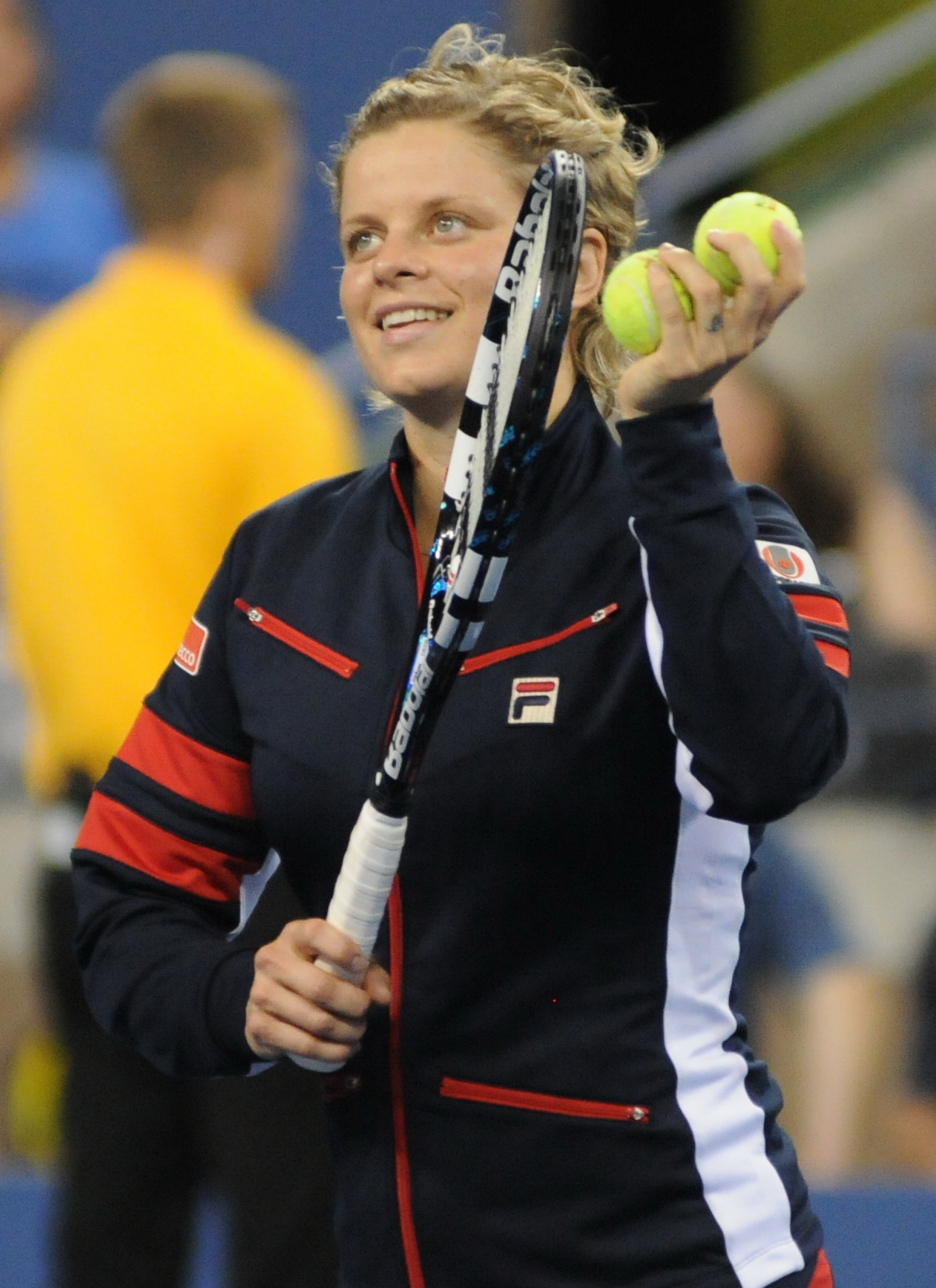
Kim Clijsters, vincitrice di tre US Open, di cui due consecutivi (2009 e 2010)

#### Le sorelle Williams e l'avvento delle belghe Kim Clijsters e Justine Henin
L'edizione del 1999 vede la conquista del primo Major da parte di Serena Williams. Le successive due edizioni, 2000 e 2001, vengono conquistate dalla sorella, Venus Williams. Nel 2002 la sorella minore, nel rematch della finale dell'anno precedente si aggiudica il secondo titolo del Major newyorchese. In seguito, dal 2003 al 2010, a contendersi il titolo sono le belghe Kim Clijsters e Justine Henin-Hardenne che vincono rispettivamente negli anni: 2005 (contro Mary Pierce), 2009 (contro Caroline Wozniacki), 2010 (contro Vera Zvonarëva); e nel 2003 (contro Clijsters) e 2007 (contro Svetlana Kuznecova) e una finale persa nel 2006 contro Maria Sharapova. L'unico anno senza belghe come finaliste è il 2004 quando Kuznetsova batte Elena Dement'eva, e il 2008 vinto da Serena Williams senza perdere un set, e ritornando grazie a questo risultato al n.1 per la prima volta dal 2003.
La statunitense è finalista delle successive quattro edizioni e a parte la prima nel 2011 persa dall'australiana Samantha Stosur, vince le altre tre, nel 2012, 2013, 2014. Nel 2015 le due italiane Flavia Pennetta e Roberta Vinci giungono a sorpresa in finale. Roberta Vinci dopo aver sconfitto per 2–6, 6–4, 6–4 la numero 1 Serena Williams, con la statunitense in corsa per completare il Grande Slam. Flavia Pennetta vince lo scontro per il titolo e il suo ultimo Major, annunciando il ritiro a fine stagione. Nell'edizione 2016 il singolare viene vinto da Angelique Kerber, sua seconda vittoria stagionale in un torneo Slam. Nel 2017 la finale è tra Stephens, che gioca con il ranking protetto, e la connazionale Madison Keys, dove la prima prevale nettamente con il punteggio di 6–3, 6–0.

### 2018-presente: era delle "giovani"

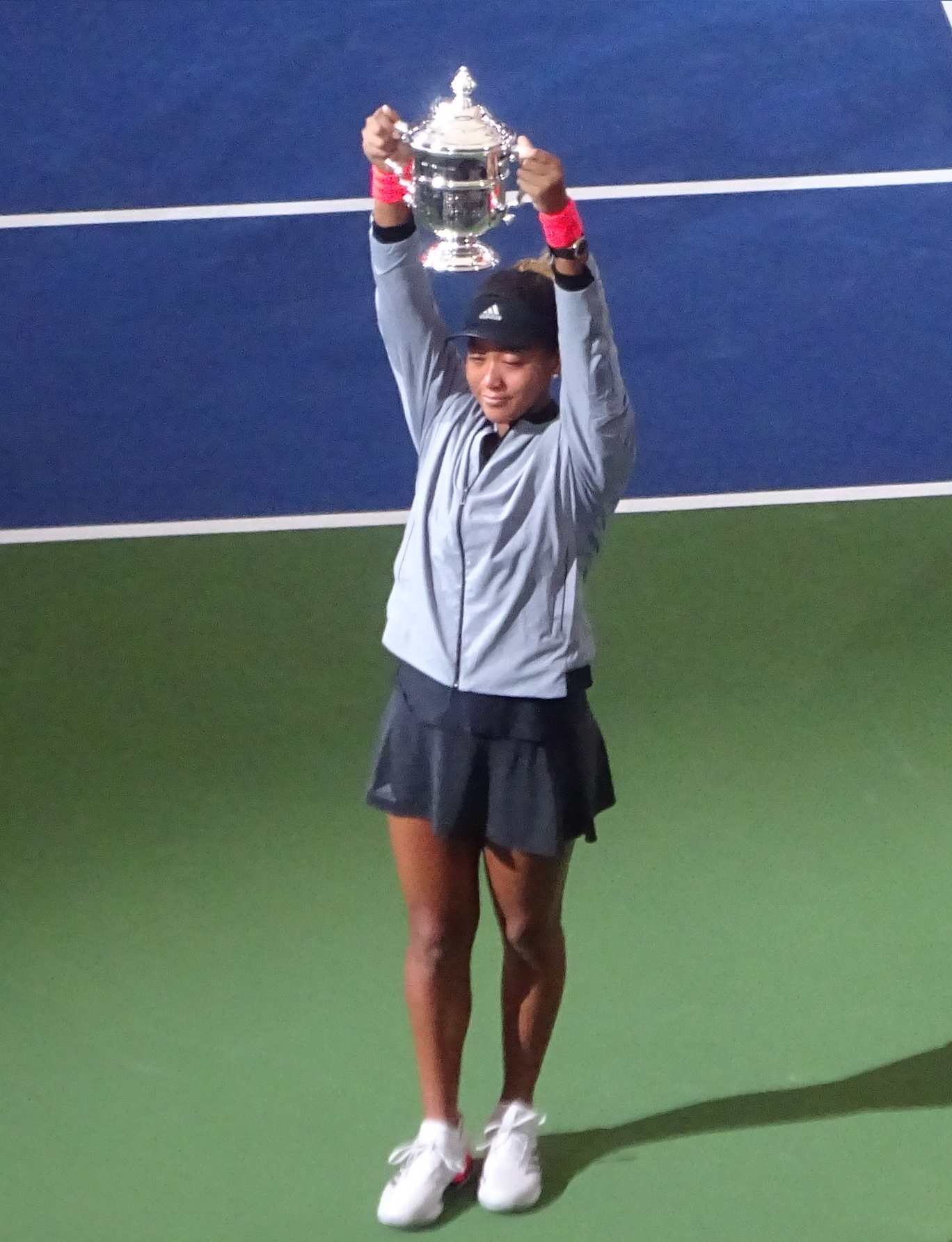
Naomi Ōsaka trionfa nel 2018 e nel 2020

Nel 2018 il trofeo viene vinto da un rinato Novak Đoković, che supera l'argentino Juan Martín del Potro. La finale femminile vede la campionessa Slam Serena Williams in corsa per il record nei titoli Slam, perdere dalla nipponica Naomi Ōsaka, che viene accolta negativamente dal pubblico durante la premiazione. 
Nel 2019 trionfa nuovamente Rafael Nadal, superando il russo Daniil Medvedev. Nel singolare donne Serena Williams perde nuovamente, questa volta contro Bianca Andreescu, prima tennista, uomo o donna, nata nel terzo millennio a vincere uno Slam, nonché prima canadese in assoluto a farlo.
La prima edizione del nuovo decennio, giocata sotto speciali misure con i tennisti confinati in hotel per via della pandemia di covid-19, vede affermarsi l'austriaco Dominic Thiem con una incredibile rimonta, sotto di due set e mezzo, su Alexander Zverev (2–6, 4–6, 6–4, 6–3, 7–6(6)). Nel singolare femminile Naomi Ōsaka bissa la vittoria del 2018, contro Viktoryja Azaranka, alla sua terza finale persa a New York.
Il 2021 vede a sorpresa la sconfitta del favoritissimo Đoković contro il già finalista Medvedev, che vince il suo primo major impedendo al serbo di diventare il secondo tennista professionista a realizzare il Grande slam. Il singolare femminile invece è vinto dalla giovane sorpresa britannica, la diciannovenne Emma Raducanu.
Il 2022 è segnato dall'assenza di Đoković, a causa del divieto d'ingresso negli Stati Uniti per i non vaccinati contro il Covid-19, e dal primo trionfo in carriera di Carlos Alcaraz in uno Slam. Nel femminile invece la vittoria è andata alla giovane Iga Świątek, alla terza affermazione nei tornei del Grande Slam nonché alla prima negli States, dopo aver battuto in due set Ons Jabeur. Nel 2023 Djokovic si prende la rivincita su Medvedev, battendolo nettamente in tre set. Il singolare femminile vede l'affermazione di un'altra teenager, la statunitense Cori Gauff contro Aryna Sabalenka. Nel 2024 la bielorussa Sabalenka si rifà conquistando il titolo femminile. Nel maschile è Jannik Sinner a imporsi. Entrambi i vincitori doppiano così le loro vincite Slam stagionali su cemento avendo già conquistato l'Australian Open.
Nel 2025 il doppio misto viene anticipato con una nuova formula alla settimana delle qualificazioni, mentre i doppi vengono anticipati alla prima settimana del main-draw dei singolari.

## Campi

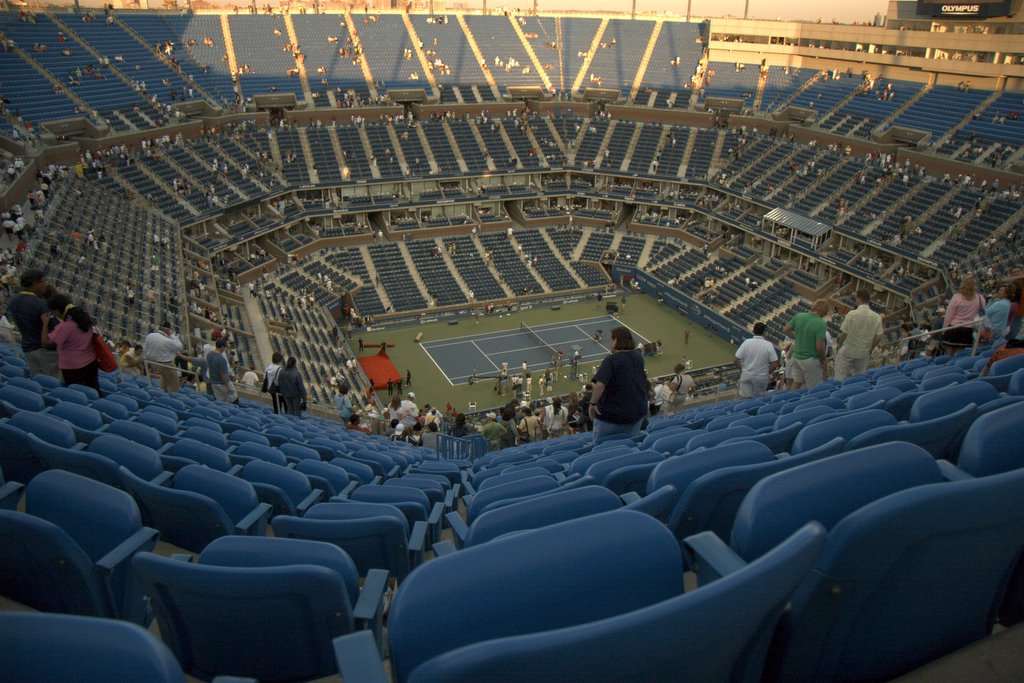
Arthur Ashe Stadium, campo principale e più grande stadio riservato alle partite di tennis del mondo

Dal 2020 la superficie degli US Open è il Laykold, prima di allora veniva utilizzato il DecoTurf, una superficie veloce che ha un po' meno attrito e produce un rimbalzo più basso rispetto ad altri campi in cemento (in particolare il Rebound Ace, superficie utilizzata in passato agli Australian Open). Per questo motivo molti giocatori che utilizzavano il serve & volley hanno trovato successo agli US Open.
Il campo principale è l'Arthur Ashe Stadium, stadio da 24.000 posti, inaugurato nel 1997. Prende il nome da Arthur Ashe, il tennista afro-americano che ha vinto la finale inaugurale del primo US Open dell'Era Open nel 1968. Il secondo campo è il Louis Armstrong Stadium, inaugurato nel 1978, completamente rinnovato rispetto all'originale Singer Bowl. È stato lo stadio principale dal 1978 al 1996, e la sua capacità di picco si avvicinava ai 18.000 posti a sedere, ma è stata ridotta a 14.000 dopo l'apertura dell'Arthur Ashe Stadium. Il terzo stadio più grande è il Grandstand Stadium, con 8.000 posti a sedere, che è adiacente all'Arthur Ashe Stadium. I campi dal 4 al 17 hanno una capienza complessiva di 12.500 posti, con il campo 17 che ha una capienza di quasi 3.000 posti.
Tutti i campi utilizzati dallo US Open hanno una copertura televisiva. Nel 2005 tutti i campi da tennis degli US Open (e US Open Series) sono stati colorati di blu per rendere più facile vedere la palla in televisione, gli altri campi sono rimasti verdi. Lo USTA National Tennis Center è stato dedicato in onore della quattro volte campionessa del torneo, pioniera del tennis, Billie Jean King durante lo US Open 2006.

## Vincitori
- Singolare maschile
- Singolare femminile
- Doppio maschile
- Doppio femminile
- Doppio misto
- Torneo juniores

Rappresentazione della coppa del singolare femminile.
Rappresentazione della coppa del singolare maschile.

## Record
| Record                                                   | Periodo                                      | Giocatore(i)                                                     | Numero                      | Anni vittoriosi |
| -------------------------------------------------------- | -------------------------------------------- | ---------------------------------------------------------------- | --------------------------- | --- |
| Maschili dal 1881                                        |                                              |                                                                  |                             | |
| Vittorie nel singolare maschile                          | Prima del 1968:                              | Richard Sears William Larned Bill Tilden                         | 7                           | 1881-1887 1901, 1902, 1907-1911 1920-1925, 1929 |
| Vittorie nel singolare maschile                          | Dopo il 1968:                                | Jimmy Connors Pete Sampras Roger Federer                         | 5                           | 1974, 1976, 1978, 1982, 1983 1990, 1993, 1995, 1996, 2002 2004-2008 |
| Vittorie consecutive nel singolare maschile              | Prima 1968:                                  | Richard Sears                                                    | 7                           | 1881-1887 |
| Vittorie consecutive nel singolare maschile              | Dopo 1968:                                   | Roger Federer                                                    | 5                           | 2004-2008 |
| Vittorie nel doppio maschile                             | Prima 1968:                                  | Richard Sears & James Dwight                                     | 6                           | 1882-1887 |
| Vittorie nel doppio maschile                             | Dopo 1968:                                   | Mike Bryan                                                       | 5                           | 2005, 2008, 2010, 2012, 2014 con Bob Bryan 2018 con Jack Sock |
| Vittorie consecutive nel doppio maschile                 | Prima 1968:                                  | Richard Sears & James Dwight                                     | 6                           | 1882-1887 |
| Vittorie consecutive nel doppio maschile                 | Dopo 1968:                                   | Todd Woodbridge & Mark Woodforde                                 | 2                           | 1995-1996 |
| Vittorie nel doppio misto (uomini)                       | Prima 1968:                                  | Bill Tilden Bill Talbert                                         | 4                           | 1913-1914 con Mary Kendall Browne, 1922-1923 Molla Bjurstedt Mallory 1943-1946 con Margaret Osborne duPont                                                                  |
| Vittorie nel doppio misto (uomini)                       | Dopo il 1968:                                | Owen Davidson Bob Bryan                                          | 4                           | 1966 con Donna Floyd Fales, 1967, 1971, 1973 con Billie Jean King 2003 con Katarina Srebotnik, 2004 con Vera Zvonarëva, 2006 con Martina Navrátilová, 2010 con Liezel Huber |
| Vittorie nel doppio misto (uomini)                       | Dopo il 1968:                                | Todd Woodbridge                                                  | 3                           | 1990 con Elizabeth Sayers Smylie, 1993 con Helena Suková, 2001 con Rennae Stubbs                                                                                            |
| Vittorie complessive (singolare, doppio, misto) (uomini) | Prima 1968:                                  | Bill Tilden                                                      | 16                          | 7 singolare, 5 doppio, 4 misto |
| Vittorie complessive (singolare, doppio, misto) (uomini) | Dopo 1968:                                   | Bob Bryan                                                        | 9                           | 5 doppio, 4 doppio misto |
| Maggior numero di vittorie consecutive                   | Prima 1968:                                  | Bill Tilden                                                      | 42                          | 7 (nel 1920, 1921 e 1922), 6 (nel 1923, 1924 e 1925), 3 (nel 1926) |
| Maggior numero di vittorie consecutive                   | Dopo 1968:                                   | Roger Federer                                                    | 40                          | 6 (nel 2004), 7 (nel 2005, 2006, 2007 e 2008), 6 (nel 2009) |
| Femminili dal 1887                                       |                                              |                                                                  |                             | |
| Vittorie nel singolare femminile                         | Prima 1968:                                  | / Molla Mallory                                                  | 8                           | 1915-1918, 1920-1922, 1926 |
| Vittorie nel singolare femminile                         | Dopo 1968:                                   | Chris Evert Serena Williams                                      | 6                           | 1975-1978, 1980, 1982 1999, 2002, 2008, 2012-2014 |
| Vittorie consecutive nel singolare femminile             | Prima 1968:                                  | Molla Bjurstedt Mallory Helen Jacobs                             | 4                           | 1915-1918 1932-1935 |
| Vittorie consecutive nel singolare femminile             | Dopo 1968:                                   | Chris Evert                                                      | 4                           | 1975-1978 |
| Vittorie nel doppio femminile                            | Prima 1968:                                  | Margaret Osborne duPont                                          | 13                          | 1941 con Sarah Palfrey Cooke, 1942-1950, 1955-1957 con Louise Brough Clapp                                                                                                  |
| Vittorie nel doppio femminile                            | Dopo 1968:                                   | / Martina Navrátilová                                            | 9                           | 1977 con Betty Stöve, 1978, 1980 con Billie Jean King, 1983-1984, 1986-1987 con Pam Shriver, 1989 con Hana Mandlíková, 1990 con Gigi Fernández                              |
| Vittorie consecutive nel doppio femminile                | Prima 1968:                                  | Margaret Osborne duPont                                          | 10                          | 1941 con Sarah Palfrey Cooke, 1942-1950 con Louise Brough Clapp |
| Vittorie consecutive nel doppio femminile                | Dopo 1968:                                   | Virginia Ruano Pascual & Paola Suárez                            | 3                           | 2002-2004 |
| Vittorie consecutive nel doppio misto (donne)            | Prima 1968:                                  | Margaret Osborne duPont                                          | 8                           | 1943-1946 con Bill Talbert, 1950 Ken McGregor 1958-1960 con Neale Fraser |
| Vittorie consecutive nel doppio misto (donne)            | Dopo 1968:                                   | Margaret Court Billie Jean King / Martina Navrátilová            | 3                           | 1969-1970, 1972 con Marty Riessen 1971, 1973 con Owen Davidson, 1976 con Phil Dent 1985 con Heinz Günthardt, 1987 con Emilio Sánchez, 2006 con Bob Bryan                    |
| Vittorie complessive (singolare, doppio, misto) (donne)  | Prima 1968:                                  | Margaret Osborne duPont                                          | 25                          | 3 singolare, 13 doppio, 9 misto |
| Vittorie complessive (singolare, doppio, misto) (donne)  | Dopo 1968:                                   | Margaret Court / Martina Navrátilová                             | 18 16                       | 5 singolare, 5 doppio, 8 misto (tra 1961 e 1975) 4 singolare, 9 doppio, 3 misto                                                                                             |
| Vari                                                     |                                              |                                                                  |                             | |
| Match giocati (uomini)                                   | Match giocati (uomini)                       | Jimmy Connors                                                    | 115                         | |
| Match giocati (donne)                                    | Match giocati (donne)                        | Chris Evert                                                      | 113                         | |
| Sconfitte in finale (uomini)                             | Sconfitte in finale (uomini)                 | Bill Johnston                                                    | 7                           | 1916 e 1920-1925 |
| Vincitore come wild-card                                 | Vincitore come wild-card                     | Kim Clijsters                                                    |                             | 2009 |
| Vincitore non testa di serie (uomini)                    | Vincitore non testa di serie (uomini)        | Malcolm Anderson Fred Stolle Andre Agassi                        |                             | 1957 1966 1994 |
| Vincitore più giovane (uomini)                           | Vincitore più giovane (uomini)               | Pete Sampras                                                     | 19 anni e 28 giorni         | 1990 |
| Vincitrice più giovane (donne)                           | Vincitrice più giovane (donne)               | Tracy Austin                                                     | 16 anni, 8 mesi e 28 giorni | 1979 |
| Più giovane vincitrice nel doppio (donne)                | Più giovane vincitrice nel doppio (donne)    | May Sutton                                                       | 17 anni e 11 mesi           | 1904 |
| Più giovane vincitore nel doppio (uomini)                | Più giovane vincitore nel doppio (uomini)    | Vinnie Richards                                                  | 15 anni e 4 mesi            | 1918 |
| Più vecchio vincitore nel singolare (uomini)             | Più vecchio vincitore nel singolare (uomini) | Novak Đoković                                                    | 36 anni, 3 mesi e 20 giorni | 2023 |
| Più vecchia vincitrice nel singolare (donne)             | Più vecchia vincitrice nel singolare (donne) | Molla Mallory                                                    | 42 anni e 5 mesi            | 1926 |
| Finale più lunga                                         | Finale più lunga                             | Mats Wilander contro Ivan Lendl Andy Murray contro Novak Đoković | 4 ore e 54 minuti           | 1988 2012 |
| Match più lungo                                          | Match più lungo                              | Daniel Evans contro Karen Khachanov                              | 5 ore 35 minuti             | 2024 |
| Match iniziato più tardi                                 | Match iniziato più tardi                     | Ekaterina Aleksandrova contro Aryna Sabalenka                    | 00:08                       | 2024 |
| Match finito più tardi (donne)                           | Match finito più tardi (donne)               | Qinwen Zheng contro Donna Vekić                                  | 02:15                       | 2024 |